# Väldigt går ett rop över land, över hav
Väldigt går ett rop över land, över hav är en missionspsalm av Natanael Beskow skriven 1885. Inför produktionen av 1937 års psalmbok önskade Beskow enligt Oscar Lövgrens lexikon att psalmen skulle tas bort med hänvisning till att han ansåg den "besjälades av en sådan missionsromantik att den saknade förankring i verkligheten".
Melodin är en tonsättning av Ivar Widéen från 1919 och enligt Koralbok för Nya psalmer, 1921 kan melodin till psalmen Ingen hinner fram till den eviga ron (1921 nr 576) också användas.

## Publicerad i
- Svensk söndagsskolsångbok 1908 som nr 236 under rubriken "Missionssånger".
- Svenska Missionsförbundets sångbok 1920 som nr 603 under rubriken "Yttre mission".
- Nya psalmer 1921 som nr 543 under rubriken "Kyrkan och nådemedlen: Missionen".
- Segertoner 1930 som nr 346
- Sionstoner 1935 som nr 551 under rubriken "Yttre mission".
- Guds lov 1935 som nr 490 under rubriken "Missionssånger".
- Lova Herren 1988 som nr 736 under rubriken "Mission".